# Pietro Caramello
Pietro Caramello (Torino, 6 settembre 1908 – Torino, 13 maggio 1997) è stato un presbitero e filosofo italiano.

## Biografia
Già allievo del prestigioso liceo classico Gioberti di Torino, entra in seminario e nel 1926 riceve l'ordinazione presbiteriale con una speciale dispensa papale dovuta alla giovane età a cui aveva completato gli studi.
Laureato in Teologia presso la Facoltà teologica torinese nel 1930, nel 1933 consegue anche il titolo in Filosofia presso l'Università di Torino.
Dal 1931 è docente di Filosofia sistematica presso il Seminario arcivescovile con sede a Chieri, mentre tra il 1968 e il 1993 insegna Filosofia teoretica alla Facoltà teologica. Riceve il titolo onorifico di Monsignore.
Studioso di san Tommaso d'Aquino, di cui cura diverse opere tra cui un'edizione della Summa Theologiae, è stato anche Custode della Sindone fino alla revisione del Concordato del 1984.